# ملعب بيروت البلدي
ملعب بيروت البلدي هو ملعب متعدد الاستخدام يقع في بيروت عاصمة لبنان. غالباً ما يتم استخدامه لمباريات كرة القدم. يسع الملعب لجلوس 18 ألف متفرج. يعتبر الملعب الرسمي الذي يخوض فيه نادي العهد ونادي الأنصار مبارياتهما.
أقيمت في افتتاح الملعب مباراة شارك فيها نادي السكة بيروت، ولعب فيها لاعبون أمثال كميل قرداحي وجوزيف نالبانديان.

## اقرأ أيضاً
- قائمة ملاعب لبنان
- ملعب فؤاد شهاب
- ملعب أمين عبد النور